# Giorgi Wasagaschwili
Giorgi Wasagaschwili (georgisch გიორგი ვაზაგაშვილი; * 19. April 1974 in Gori) ist ein ehemaliger georgischer Judoka, der ab 2003 für Griechenland antrat.

## Sportliche Karriere
Der 1,63 m große Wasagaschwili trat international im Superleichtgewicht (bis 60 kg), im Halbleichtgewicht (bis 65 kg, ab 1999 bis 66 kg) und im Leichtgewicht (bis 71 kg, ab 1999 bis 73 kg) an.
1992 und 1993 gewann Wasagaschwili das Weltcup-Turnier in Tiflis, jeweils im Halbleichtgewicht. Bei den Judo-Weltmeisterschaften 1993 in Hamilton startete er im Superleichtgewicht. Nach drei Siegen unterlag er im Halbfinale gegen den Aserbaidschaner Nazim Hüseynov, den Kampf um die Bronzemedaille gewann Wasagaschwili gegen den Südkoreaner Kim Hyuk. 1993 wurde der Georgier Junioreneuropameister im Superleichtgewicht, 1994 Juniorenweltmeister. Bei den Europameisterschaften 1995 besiegte Wasagaschwili im Halbfinale den Italiener Girolamo Giovinazzo, das Finale verlor er gegen den Briten Nigel Donohue. Auch bei den Weltmeisterschaften 1995 erreichte er das Finale, nachdem er sich im Achtelfinale gegen Donohoe, im Viertelfinale gegen den Türken Hüseyin Özkan und im Halbfinale gegen den Weißrussen Natik Bagirov durchgesetzt hatte. Im Finale unterlag er dem Russen Nikolai Oshegin. 1996 gewann Wasagaschwili im Superleichtgewicht den Titel bei den Europameisterschaften, nachdem er im Halbfinale Oshegin und im Finale Donohoe besiegt hatte. Bei den Olympischen Spielen 1996 trat der Georgier ein letztes Mal im Superleichtgewicht an, nach einer frühen Niederlage gegen Girolamo Giovinazzo und zwei Siegen in der Hoffnungsrunde unterlag er gegen Natik Bagirov und belegte den siebten Platz. Nach den Olympischen Spielen gewann er mit dem georgischen Team Bronze bei den Mannschaftseuropameisterschaften, wobei Wasagaschwili im Leichtgewicht antrat. Ende 1996 wurde er georgischer Meister im Halbleichtgewicht. 
1997 gewann der Georgier den Titel im Leichtgewicht bei den Europameisterschaften in Ostende durch einen Finalsieg gegen den Russen Anatoli Larjukow. Bei den Weltmeisterschaften in Paris trat Wasagaschwili im Halbleichtgewicht an und gewann die Bronzemedaille, nachdem er im Halbfinale dem Franzosen Larbi Benboudaoud unterlag. 1999 unterlag er bei den Europameisterschaften im Leichtgewicht gleich im ersten Kampf dem Italiener Giuseppe Maddaloni, kämpfte sich aber zur Bronzemedaille durch. Auch bei den Olympischen Spielen 2000 in Sydney trat Wasagaschwili im Halbleichtgewicht an. Nach zwei Siegen zum Auftakt unterlag er im Viertelfinale gegen den Italiener Girolamo Giovinazzo. Mit zwei Siegen in der Hoffnungsrunde erreichte er den Kampf um Bronze gegen den Niederländer Patrick van Kalken, den der Georgier nach vier Minuten gewann.
Ab 2003 startete Giorgi Wasagaschwili für Griechenland, er war 2004 und 2005 griechischer Meister im Leichtgewicht. Bei den Olympischen Spielen 2004 in Athen schied er nach seinem ersten Kampf im Halbleichtgewicht aus.